# John Berry (promotor)
William John Berry (16 de octubre de 1944 - 3 de agosto de 2012), más conocido como John Berry, fue un empresario, promotor de speedway, director de equipo y escritor que revivió a Ipswich Witches en 1969 y dirigió el equipo de Inglaterra.

## Biografía
Berry nació en Westminster Hospital en 1944 y creció en Edmonton. Fue educado en la escuela secundaria del Condado de Edmonton antes de estudiar para una licenciatura en Tecnología de los Alimentos. Su primer negocio fue una tienda de fish and chips en el East End de Londres.
Junto con su amigo de la escuela, Joe Thurley, se volvió socio de negocio, Berry llevó speedway de nuevo a Ipswich en 1969 por la construcción de una nueva pista en el estadio de Foxhall, en el interior del viejo que había sido cubierto de asfalto para las carreras de autos stock. Su solicitud de una licencia para competir en la segunda división de la Liga inglesa se convirtió inicialmente por promotores de compañeros, ya que consideraron que carecen de experiencia suficiente. Contrató un equipo de corredores en gran medida del área de Ipswich, los Witches eran uno de los equipos más exitosos de la década de 1970 y principios de 1980, ganando la Liga inglesa en 1975, 1976 y 1984, y terminando como subcampeón en 1981 y 1983.
Berry pasó a dirigir al equipo de Inglaterra, tomando el relevo de Reg Fearman en 1975. A mediados de 1980 fue considerado para una posición en la carga general de speedway británico. Él también jugó un papel importante en la introducción de Billy Sanders al speedway británico, y después de la muerte de Sanders en 1985, Berry se retiró de su posición como promotor de Ipswich. Él volvió al autódromo primero como consultor y promotor de los Dons de Wimbledon en la temporada 1987. Emigró a Australia en 1989. Escribió dos libros sobre su tiempo en el speedway británico, Confessions of a Speedway Promoter y More Confessions. También fue columnista de la revista de speedway Backtrack.
Berry murió el 3 de agosto de 2012 en su casa de Perth, Australia, a los 67 años de edad.

## Publicaciones
- 2004, Confessions of a Speedway Promoter.
- 2004, More Confessions
- 2005, Sliding into Hell (ficción).